# Rejtély (film)
A Rejtély (Caché) egy 2005-ben készült francia nyelvű film, írója és rendezője az osztrák Michael Haneke. Főszereplői Daniel Auteuil Georges szerepében, és Juliette Binoche Anne szerepében. Ez az első film, amit Haneke nagy felbontású videókamerával forgatott. A filmnek nincs zenéje.

## Cselekmény
Georges Laurent, egy irodalmi műsor televíziós műsorvezetője és felesége, Anne a középosztálybéli házaspárok életét élik fiúkkal, Pierrot-val. Egyik nap egy videokazettát találnak a bejárati ajtajuk előtt, melyen a házukat rögzítette valaki. Az első kazettát hamarosan újabbak követik, amik egyre zavaróbb helyzeteket eredményeznek a család életében. Mivel tényleges bűncselekmény hiányában a rendőrség nem illetékes, Georges megpróbálja maga kideríteni ki és milyen céllal készítette a felvételeket. A felvételek alapján úgy tűnik, hogy a történteknek Georges gyerekkorához van köze, amiben van egy dicstelen esemény…

## Szereplők
- Juliette Binoche – Anne Laurent
- Daniel Auteuil – Georges Laurent
- Maurice Bénichou – Majid
- Annie Girardot – Georges anyja
- Lester Makedonsky – Pierrot Laurent
- Bernard Le Coq – Georges főnöke
- Walid Afkir – Majid fia
- Daniel Duval – Pierre
- Nathalie Richard – Mathilde
- Denis Podalydès – Yvon
- Aïssa Maïga – Chantal
- Caroline Baehr – François anyja
- Christian Benedetti – a gyermek Georges apja
- Philippe Besson – L’invité de l’émission télé (TV guest)
- Loic Brabant – Le policier #2 (The police officer #2, as Loïc Brabant)

## Díjak, jelölések
Cannes-i fesztivál (2005)
- díj: legjobb rendező – Michael Haneke
- díj: FIPRESCI-díj – Michael Haneke
- díj: Ökumenikus zsűri díja – Michael Haneke
- jelölés: Arany Pálma – Michael Haneke

Európai Filmdíj (2005)
- díj: legjobb film – Veit Heiduschka
- díj: legjobb rendező – Michael Haneke
- díj: legjobb színész – Danile Auteuil
- díj: legjobb vágó – Michael Hudecek, Nadine Muse
- díj: Európai kritikusok díja – FIPRESCI-díj – Michael Haneke
- jelölés: legjobb színésznő – Juliette Binoche
- jelölés: legjobb operatőr – Christian Berger
- jelölés: legjobb forgatókönyvíró – Michael Haneke

Arany Csillag (2006)
- díj: legjobb forgatókönyv – Michael Haneke

César-díj (2006)
- jelölés: legjobb rendező – Michael Haneke
- jelölés: legjobb forgatókönyv – Michael Haneke
- jelölés: legjobb férfi mellékszereplő – Maurice Bénichou
- jelölés: legígéretesebb fiatal színész – Walid Afkir